# Catedral basílica menor de la Inmaculada Concepción (Mérida)
La  Sacrosanta Basílica Catedral de la Inmaculada Concepción o Basílica Catedral Metropolitana de Mérida es un edificio religioso de la Iglesia católica localizado en la ciudad de Mérida al oeste de Venezuela, en el estado del mismo nombre, parte de la región andina de ese país sudamericano.
Fue construida a partir de 1803 con diversas modificaciones hasta 1960. Posee numerosos vitrales y objetos religiosos de gran valor histórico. Está ubicada frente a la Plaza Bolívar de Mérida, al lado del palacio arzobispal, sede de la arquidiócesis de Mérida y del Museo Arquidiocesano.

## Historia

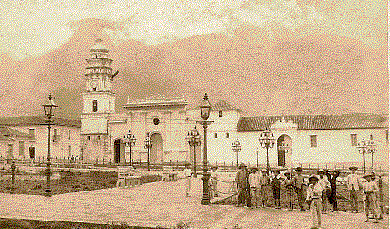
La catedral en 1899.

Sus inicios datan con la fundación de la ciudad. En el siglo XVIII el Obispo Fray Juan Ramos de Lora (también fundador de la Universidad de Los Andes), la eleva como catedral y la dedica a la Inmaculada Concepción. 
Hasta comienzos del siglo XIX era un modesto recinto que se trató de convertir en un edificio de grandes dimensiones entre 1805 y 1944, pero los múltiples terremotos impidieron ese cometido. En 1945 el arquitecto Manuel Mujica Millán proyecta una edificación acorde a los requisitos de la urbe, la cual será construida durante quince años por los hermanos Pedro, Francisco y Víctor Colmenares. 
La nueva catedral será inaugurada en 1958 por los cuatrocientos años de la ciudad a pesar de no estar concluida. Los trabajos finales estuvieron dirigidos por el arquitecto Francisco J. Lluch. Desde entonces se ha convertido en uno de los edificios religiosos más característicos de Venezuela.
En 1980 fue declarada patrimonio nacional, según la Gaceta oficial número 32.039. Después fue elevada a Basílica Menor por el Papa Juan Pablo II en el año 1991.

## Características

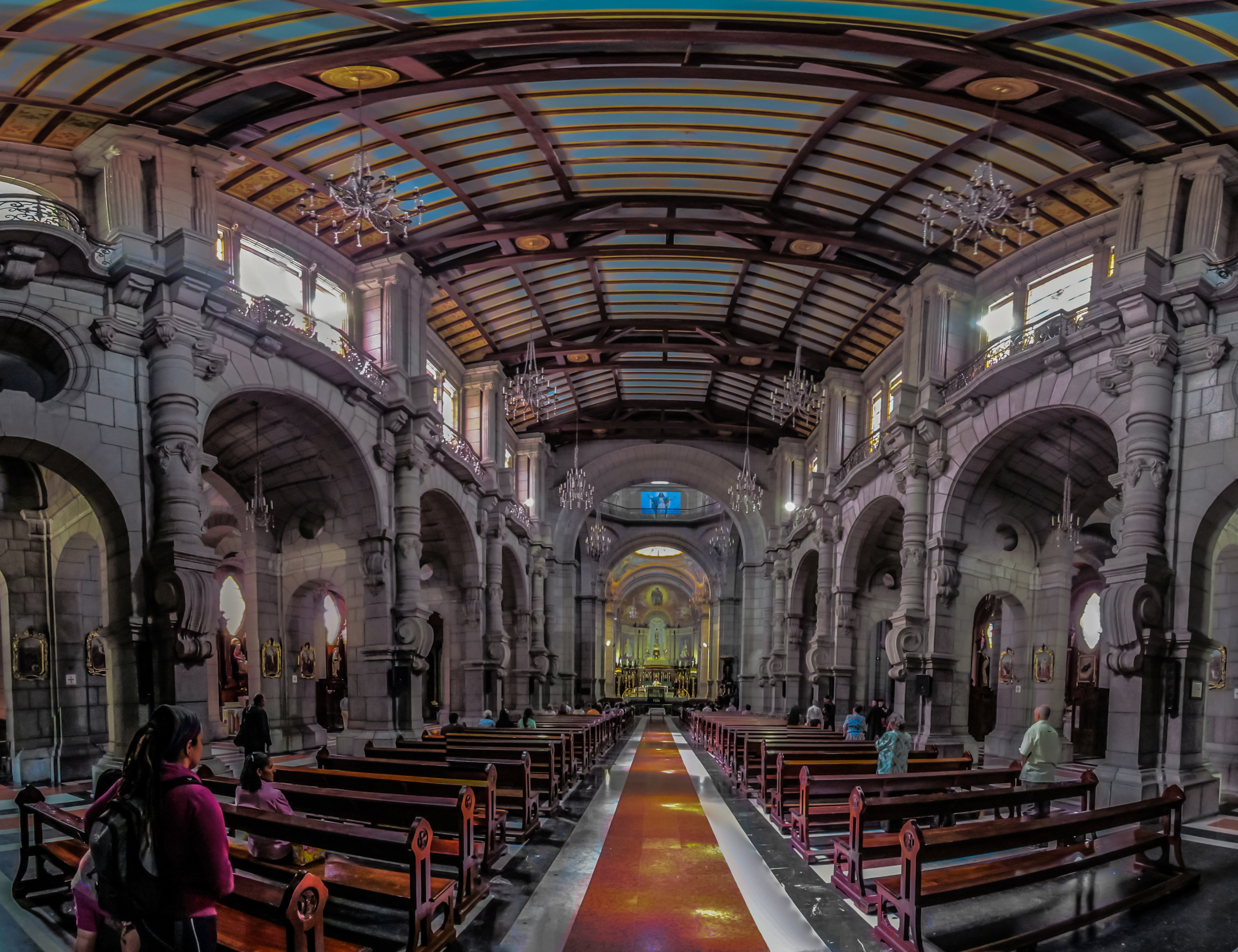
Interior de la catedral.

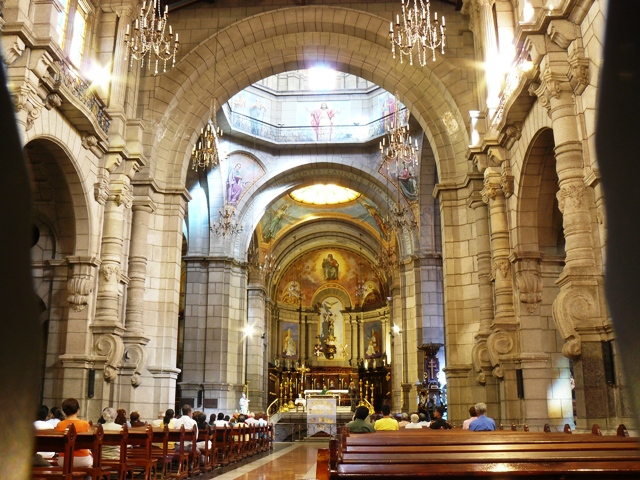
Vista de la nave central.

- Está formada por una planta en forma de cruz latina, con cinco naves y una gran cúpula. En la nave central su techo es de dos aguas y los laterales están cubiertos por bóvedas y seis cúpulas pequeñas.
- Las pinturas de la catedral fueron hechas por el artista ucraniano Iván Belsky y los dibujos por Mario Pietroniro y Mario Gandini.
- El rosetón que se encuentra al fondo de la nave central es un escudo de la ciudad de Mérida, conmemorativo de los cuatrocientos años de su fundación.
- Posee una imagen de la Virgen de la Manzana tallada en piedra en el sur de Alemania en el siglo XIV.
- Debajo del altar mayor se encuentran los restos de San Clemente Mártir, donados por el Papa Pío VI en 1794 al segundo Obispo de Mérida, Monseñor Cándido Torrijos.
- El escultor español Manuel de la Fuente realizó los escudos de los diferentes prelados merideños, detalles en la sillería del coro, los apóstoles del púlpito y los ángeles que coronan a la Virgen María, así como la obra El Cristo de las multitudes, donde Jesucristo crucificado está formado por las figuras de cientos de feligreses.
- Desde 1911 el Palacio Arzobispal alberga el Museo Arquidiocesano de Mérida, con más de 4000 piezas, son un importante legado de la historia eclesiástica y cultura merideña.